# Willi Egli

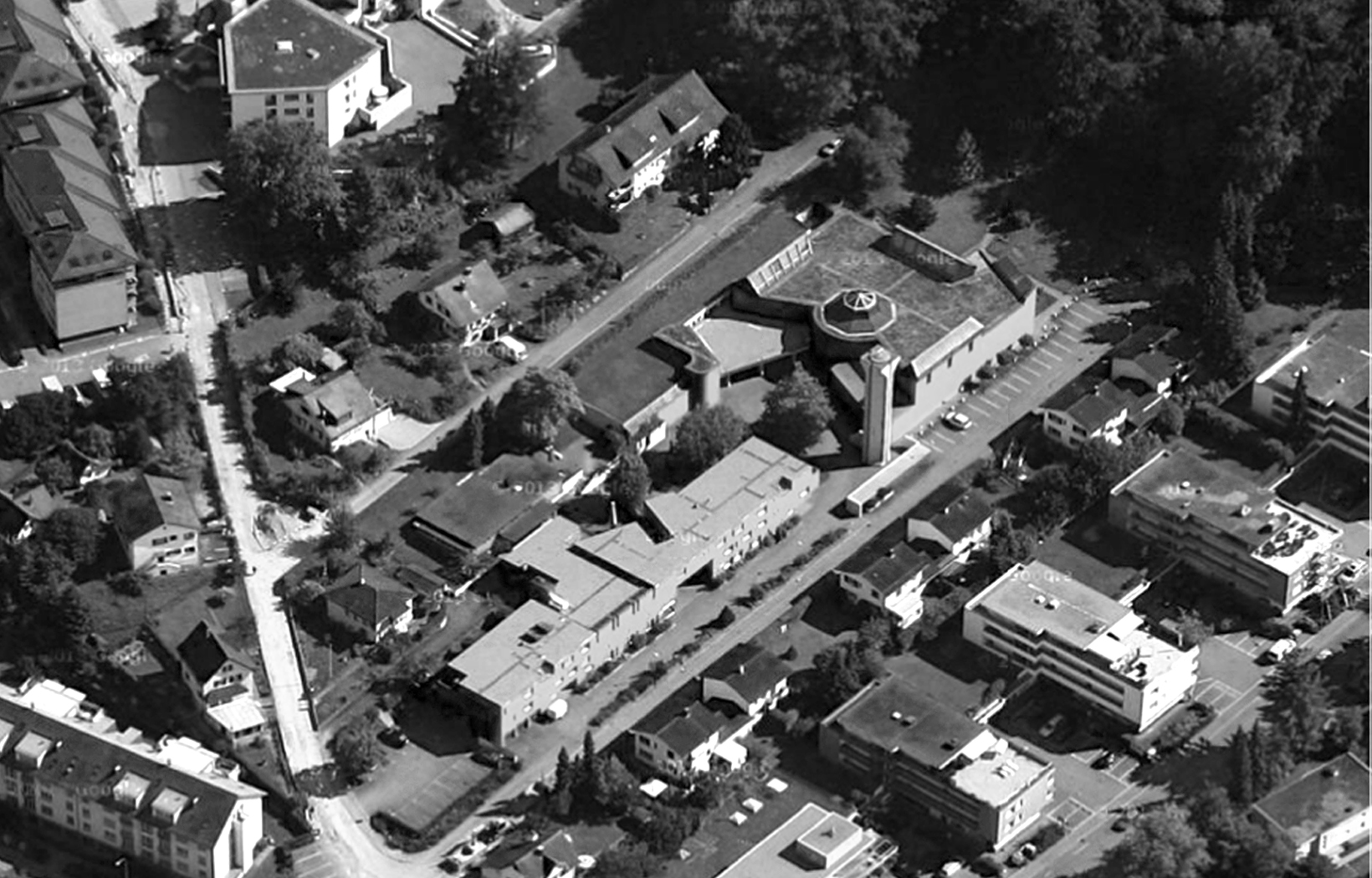
Kirchenzentrum Kloten

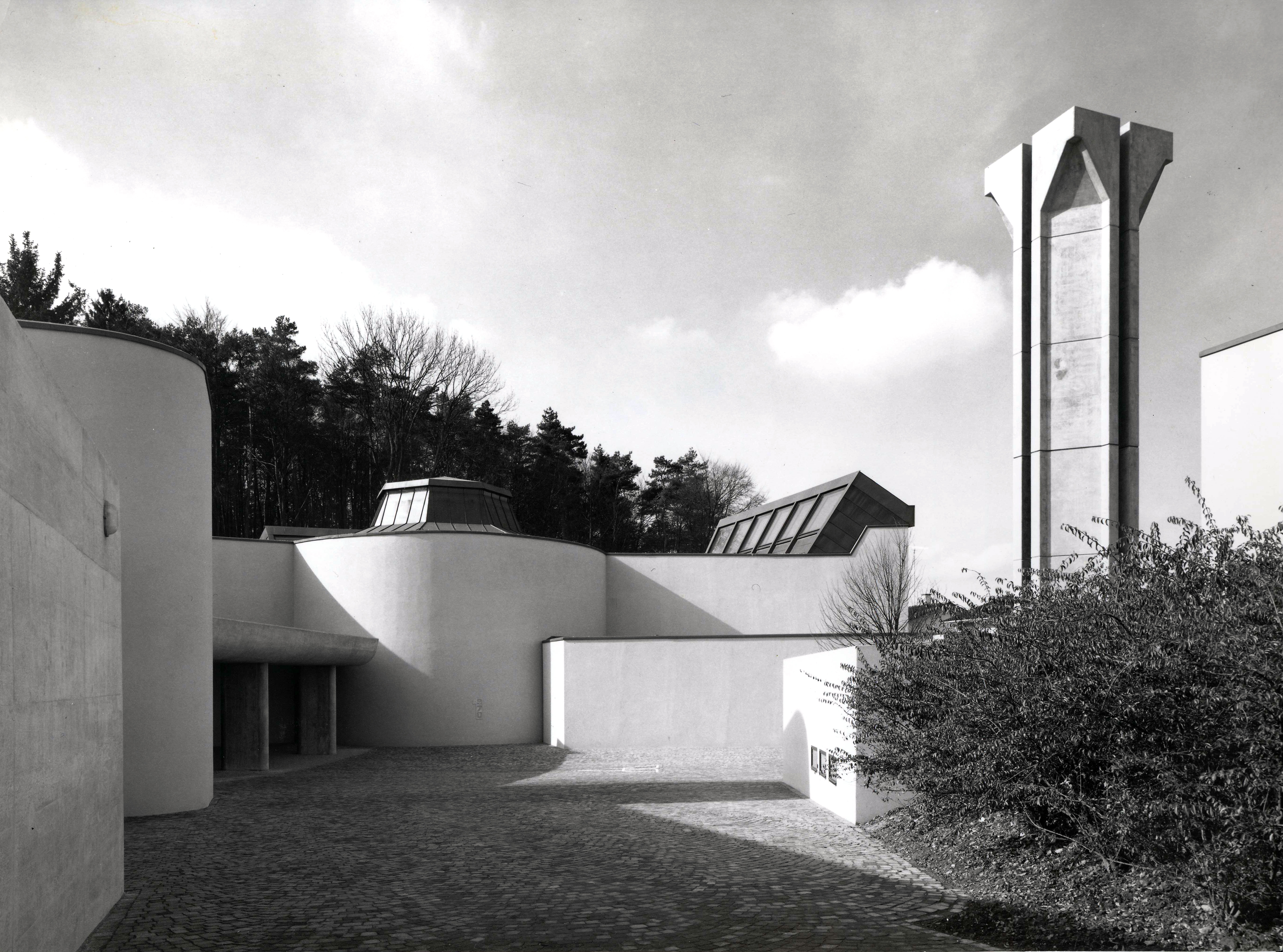
Kirchliches Zentrum Christkönig Kloten Eingang Hof

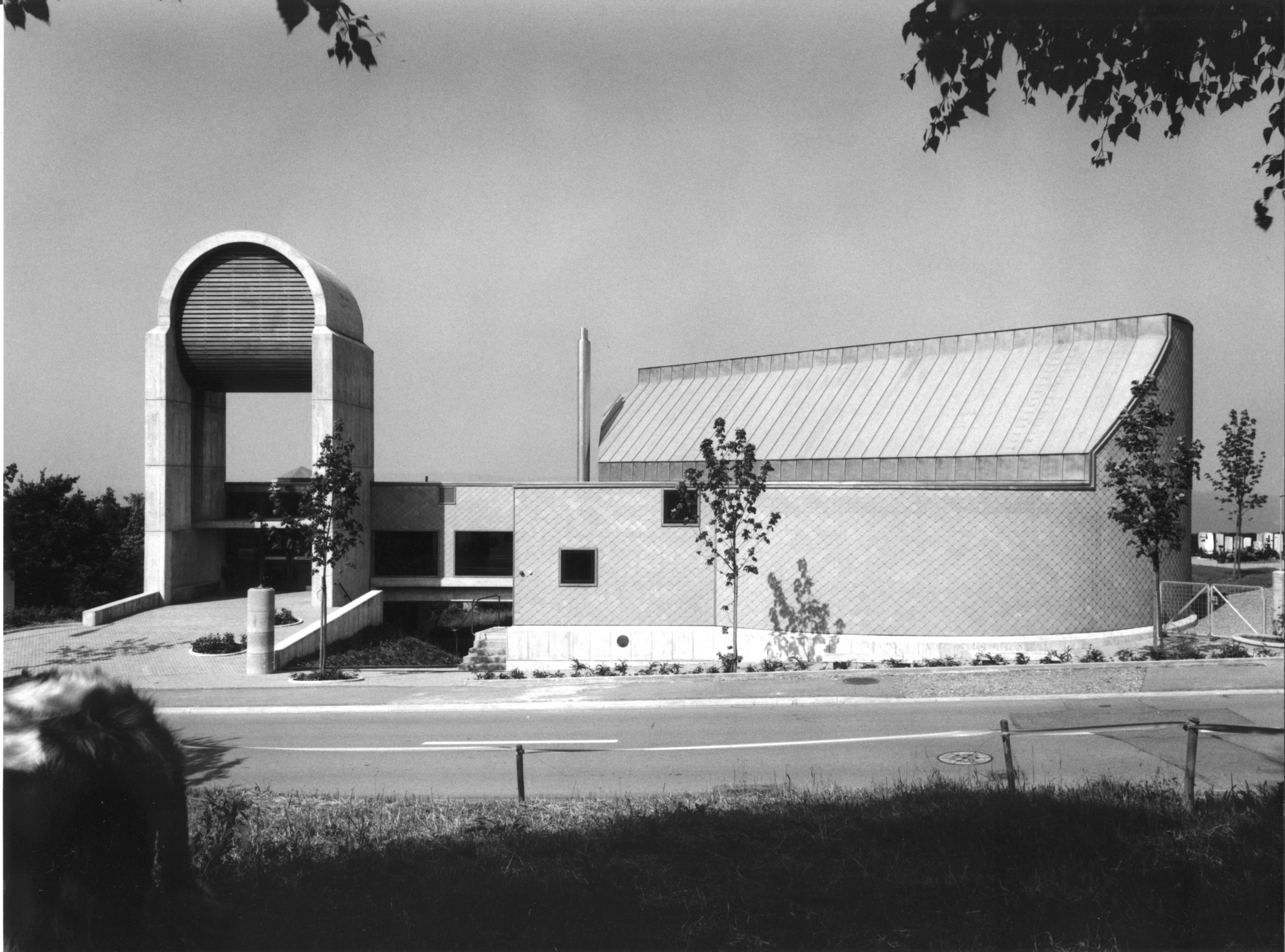
Katholische Kirche Bellikon

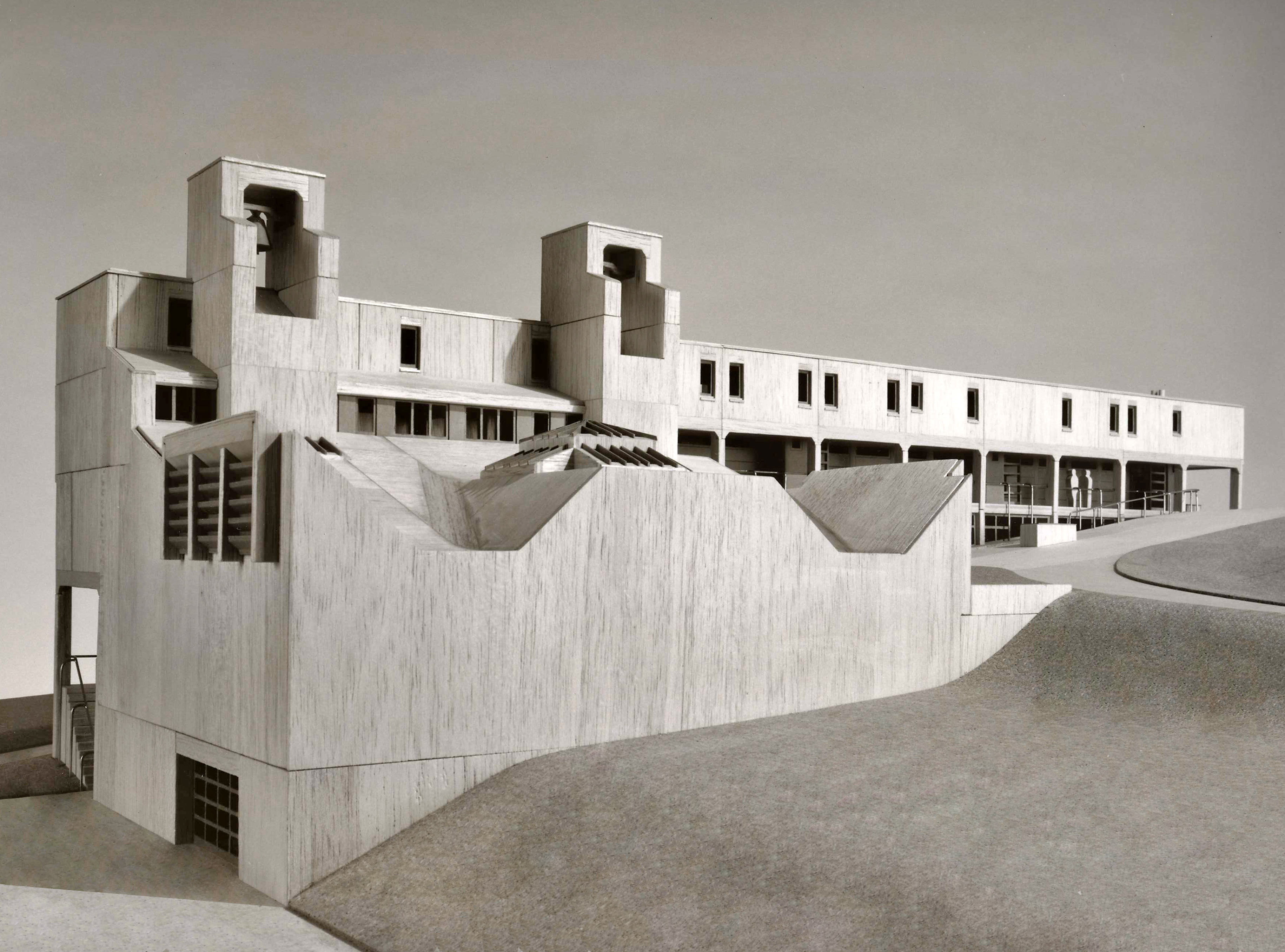
Kirche Rüschlikon, Model von Norden

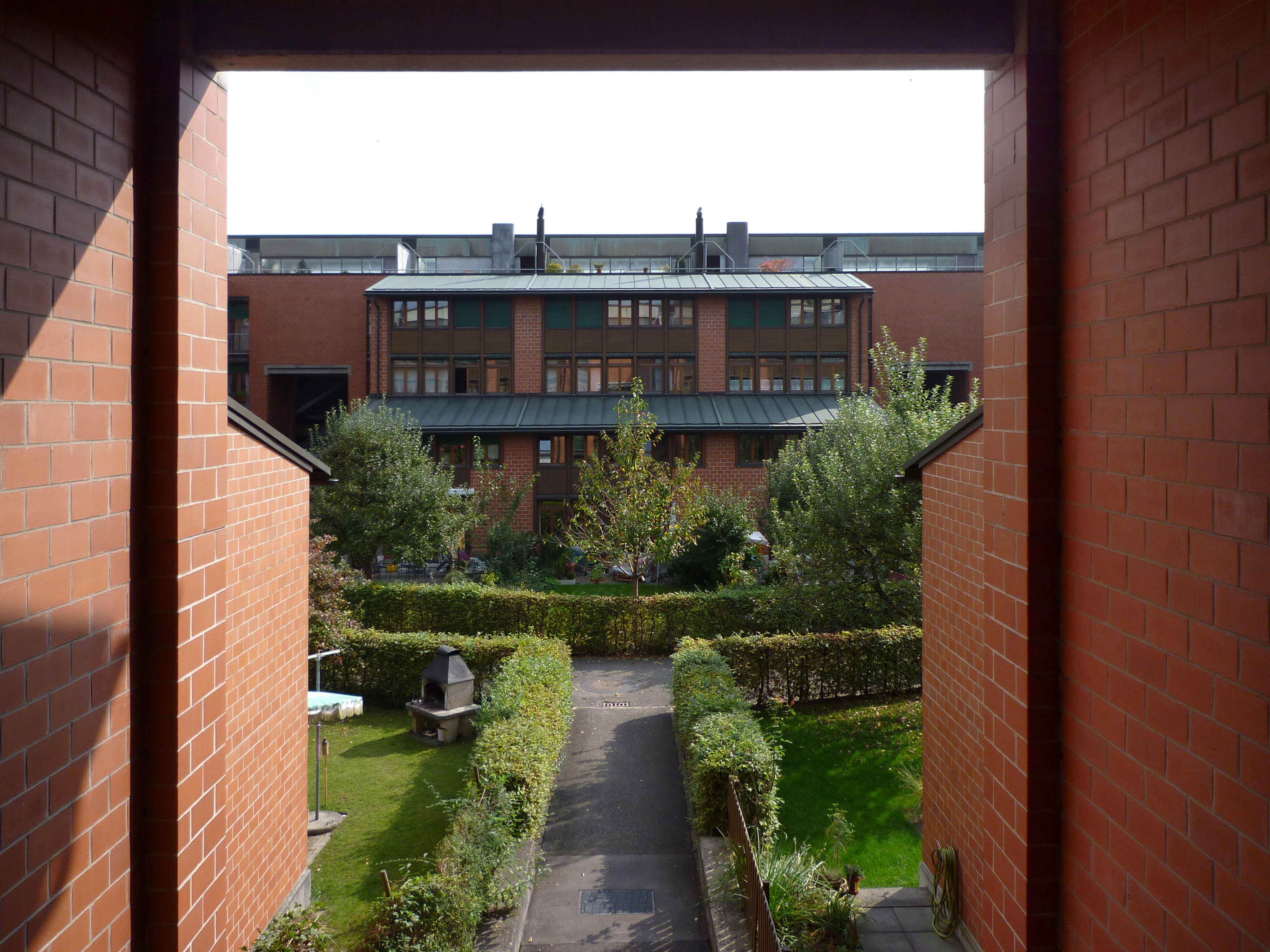
Wohnsiedlung Altried, Zürich Zwischen zwei Zeilen

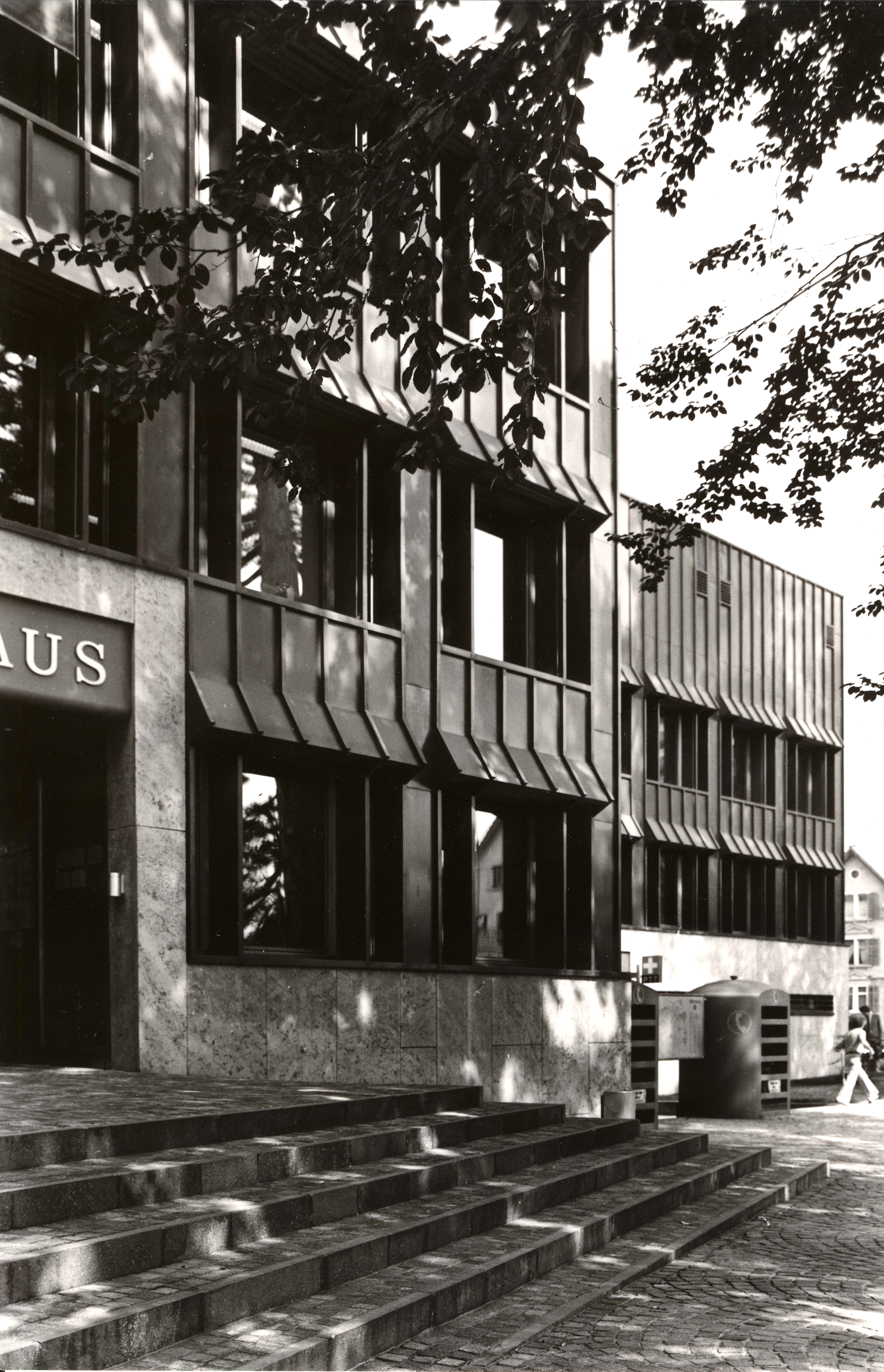
Gemeinde/Stadthaus Wetzikon

Willi Egli (* 29. September 1943 in Zürich) ist ein Schweizer Architekt.

## Werdegang
Zunächst absolvierte Willi Egli eine Bauzeichnerlehre bei Benedikt Huber und arbeitete anschliessend für zwei Jahre im Büro von Ernst Gisel. Studien und Wettbewerbserfolge ermöglichten ihm die Gründung des eigenen Büros. In seinen Arbeiten legt er Wert auf die sorgfältige Einbindung in den architektonischen und städtebaulichen Kontext, die skulpturale Durcharbeitung, Formkomposition und kontinuierlichen Raumfluss. Dabei liegt sein Augenmerk auf der Bildung gemeinschaftsstiftender Orte.
So bietet die Kirche in Affoltern einen öffentlich durchwegten Vorhof an, der eine kreuzgangähnliche, in sich gekehrte Situation erzeugt. Das Gelände fällt reliefartig ab und setzt sich bis in die Kirche hinein fort. Seine Siedlung Altried ist eine Synthese aus Mehrfamilienhausüberbauung und individuellem Reihenhausbau.

## Bauten (Auswahl)
- Ausbau Gewerbliche Töpferei Choffat Oberrieden 1965–66
- Kirchliches Zentrum Christkönig Kloten 1966–71 / verändert
- Goldschmiede Rufener Zürich-Oberdorf 1972 / abgebrochen
- Saalbau als 1. Bauetappe 1971–72 Projekt / kein Baukredit
- Waldhaus Kinderheim St. Michael Adetswil 1972–73 / verändert
- Kirche im Dorfkern Rüschlikon 1. Preis, Projekt 1972–74 / kein Baukredit
- Katholische Kirche Bellikon 1975–77 / inventarisiert
- Friedhofgebäude Rümlang 1974–77
- Altried, Wohnsiedlung Zürich 1978–81/82 / inventarisiert
- Gemeinde/Stadthaus Wetzikon 1975–82/83 / denkmalgeschützt
- Kirchliches Zentrum St. Josef, Affoltern am Albis 1978–83
- Dorfkirche Zumikon, Renovation und Umbau 1981–87
- Pfarreizentrum Arbon, Wettbewerb 1. Preis 1982–84 / kein Baukredit
- Kirche St. Mauritius (Bern-Bethlehem), Bern 1984–89 / denkmalgeschützt
- Oberstufen-Schulhaus Mettmenstetten 1993–95 / inventarisiert
- Ökumenischer Ort Au-Wädenswil 1. Preis 1994–95 Projekt / kein Baukredit
- Reformiertes Kirchenzentrum Hünenberg 1993–97
- Haus Fierz von Gottfried Semper für die Universität Zürich 1988–03
- Kunsthaus Renovation sämtlicher Altbauten 1989–91 / 1. Rang
- Wohnhaus am See Erlenbach 2004–05
- Mehrzweck-Grenzbau für Schule und Private Wetzikon 2007–08
- Stadthaus Wetzikon Umbauarbeiten mit Denkmalpflege 2017–18

## Beratungsmandate politischer Behörden
- Baukollegium der Stadt Zürich 1982–94
- Bauberater der Gemeinde Wetzikon 1984–99
- Baukollegium der Stadt Dietikon 1986–06
- Baukollegium der Gemeinde Meilen 1990–02
- Gestaltungsbeirat der Stadt Linz A, 1991–93, Vorsitz

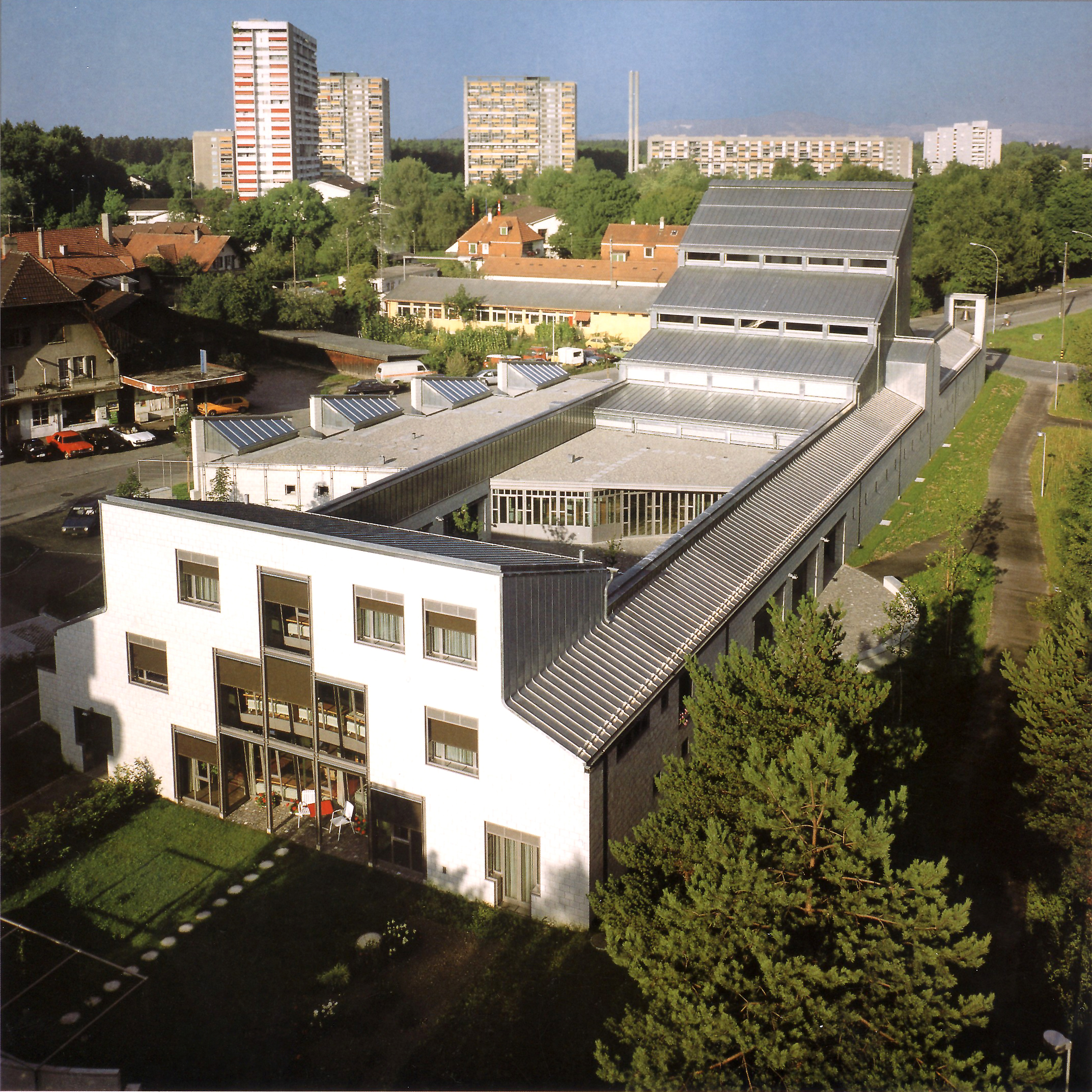
Kirche Bern Bethlehem Luftaufnahme

- Gestaltungsbeirat der Stadt Regensburg D, 1998–02
- Gestaltungsbeirat der Stadt Linz A, 1999–01, Vorsitz
- Gestaltungsbeirat der Stadt Lübeck D, 2003–08
- Gestaltungsbeirat der Stadt Ingolstadt D, 2003–09
- Planungskommission der Stadt Schlieren 2003–04
- Stadtbildkommission der Stadt Bern 2005–12, Präsidium
- Stadtbaukollegium der Stadt Schlieren 2005–13
- Architektenkollegium Wil/SG 2009–20
- Baukunstbeirat der Stadt Nürnberg D, 2011–16, Vorsitz
- Gestaltungsbeirat der Stadt Konstanz D, 2013–15

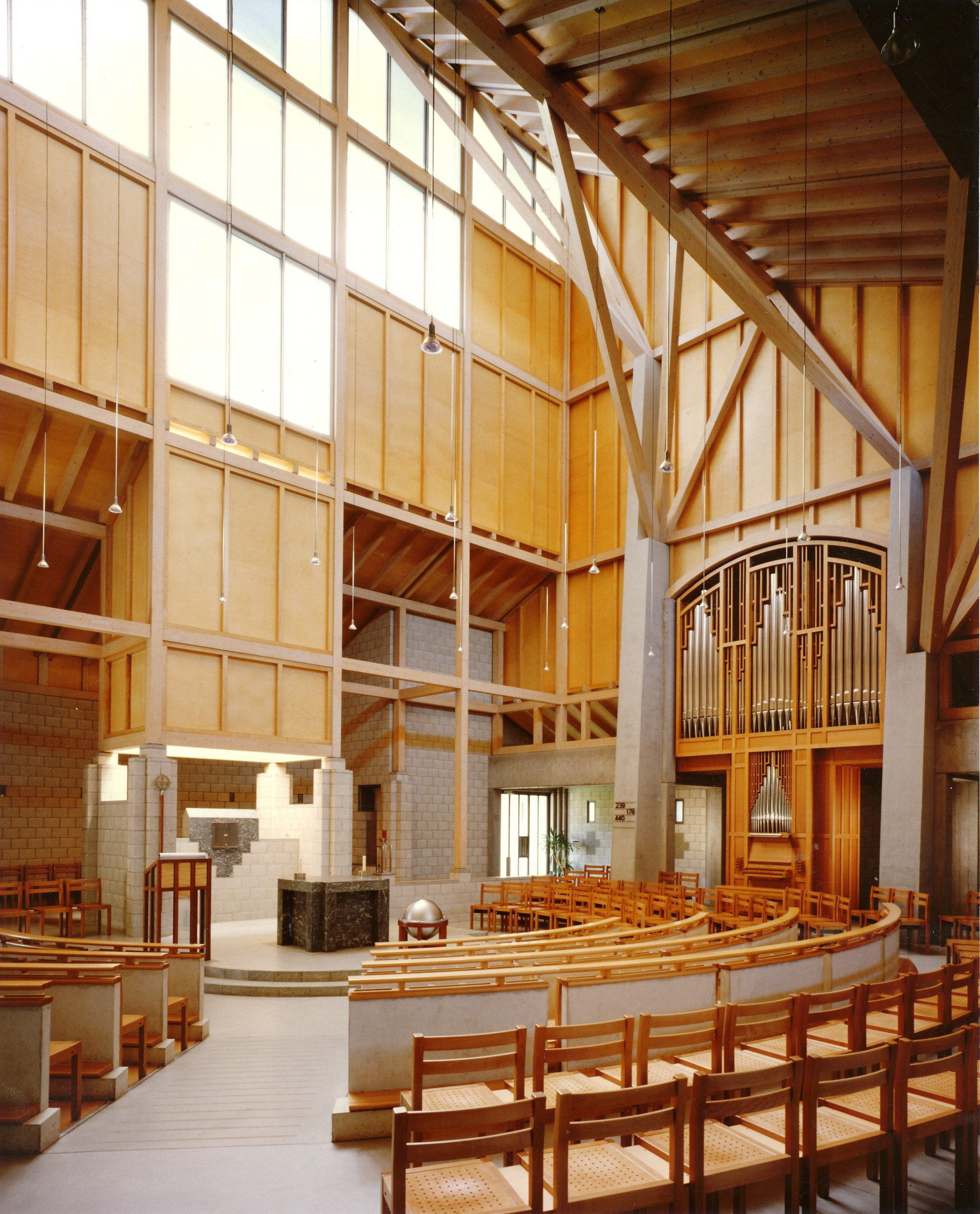
Kirche St. Mauritius Bern-Bethlehem, Kirchenraum mit Orgel

Beratung diverser Behörden und Kommissionen

## Publikationen, Literatur (Auswahl)
- „Der Architekt Oskar Burri 1913-1985“ Sicherung des Nachlasses und Redaktionelle Bearbeitung zur Bekanntmachung des Architekten in „Schweizer Ingenieur und Architekt“ Heft 48/1986
- «Stadt Bau Kunst Linz» Aufsatz: «Der eindeutige Gewinner: Die Stadt und ihr Bild» 1997
- «Hanns A. Brütsch 1916–1997» Nachruf in Werk, Bauen+Wohnen Heft 10/1998
- «Labyrinthischer Weg zur Vollendung» Artikel im SI+A, Heft 42/1998
- „Kulturlandschaft Stadt – Architektur Städtebau Denkmalschutz“ Texte für Ursula Koch, Verlag Hochparterre 1998 ISBN 3-9520855-7-X
- Christa Zeller: Willi Egli. In: Isabelle Rucki und Dorothee Huber (Hrsg.): Architektenlexikon der Schweiz – 19./20. Jahrhundert Basel: Birkhäuser 1998. S. 159. ISBN 3-7643-5261-2
- «Ernst Studer 1931–2001» Nachruf in Werk, Bauen+Wohnen Heft 5/2001
- «72 wichtigste Bücher – die Aufsätze zur Ausstellung» Architektur-Forum mit 2005
- «Der Mensch als Massstab» Bewertung wichtiger Bauten, Nürnberger-Nachrichten am 03.09.2013
- «Stadtbildkommissionen – Fundamente der Baukultur» Interview in Publikation des BSA 2019 ISBN 978-3-9524839-1-6

## Bibliografie (Auswahl)
- „Architekturführer Schweiz“ Florian Adler/Hans Girsberger/Olinde Riege Verlag für Architektur Artemis 1978, ISBN 3-7608-8004-5
- ”Willi Egli Order and Autonomy” architecture+urbanism Nr. 115 April 80 by Werner Haker 1980
- ”Willi Egli” architecture+urbanism Nr. 188 May 86 / 1986
- „Architektur in der deutschen Schweiz 1980-1990“ Peter Disch und Mitarbeitende ADV-Verlag 1991 ISBN 88-7922-000-4
- „Schweizer Architekturführer 1920-1990“ Band I-III Verlag Werk AG Christa Zeller 1994   ISBN 3-909145-14-0
- „Bauen für die Kirche“ Fabrizio Brentini Edition SSL „Neuer Umgang mit der Geschichte – die Bauten von Willi Egli“ 1994 ISBN 3-9520550-0-X
- „Architektenlexikon der Schweiz 19./20. Jahrhundert“ Isabelle Rucki/Dorothee Huber 1998 Birkhäuser-Verlag ISBN 3-7643-5261-2
- „Architekturführer Zürich Ost“ Barbara Thalmann Stammbach/Marlen Bieri-Hürzeler, Niggli-Verlag 1999 ISBN 3-7212-0353-4
- „Kunstführer durch den Kanton Zürich“ Gesellschaft für Schweizerische Kunstgeschichte 2005 ISBN 978-3-85881-215-5
- „Kunstführer durch die Schweiz“ Band I-III Gesellschaft für Schweizerische Kunstgeschichte 2005   ISBN 3-906131-95-5
- „Zürich Architekturführer“ Werner Huber Edition Hochparterre 2020 ISBN 978-3-909928-43-9

Diverse qualifizierte Fachzeitschriften und Publikationen in der Schweiz, Deutschland, Österreich, Italien, Holland und Japan.

## Belege

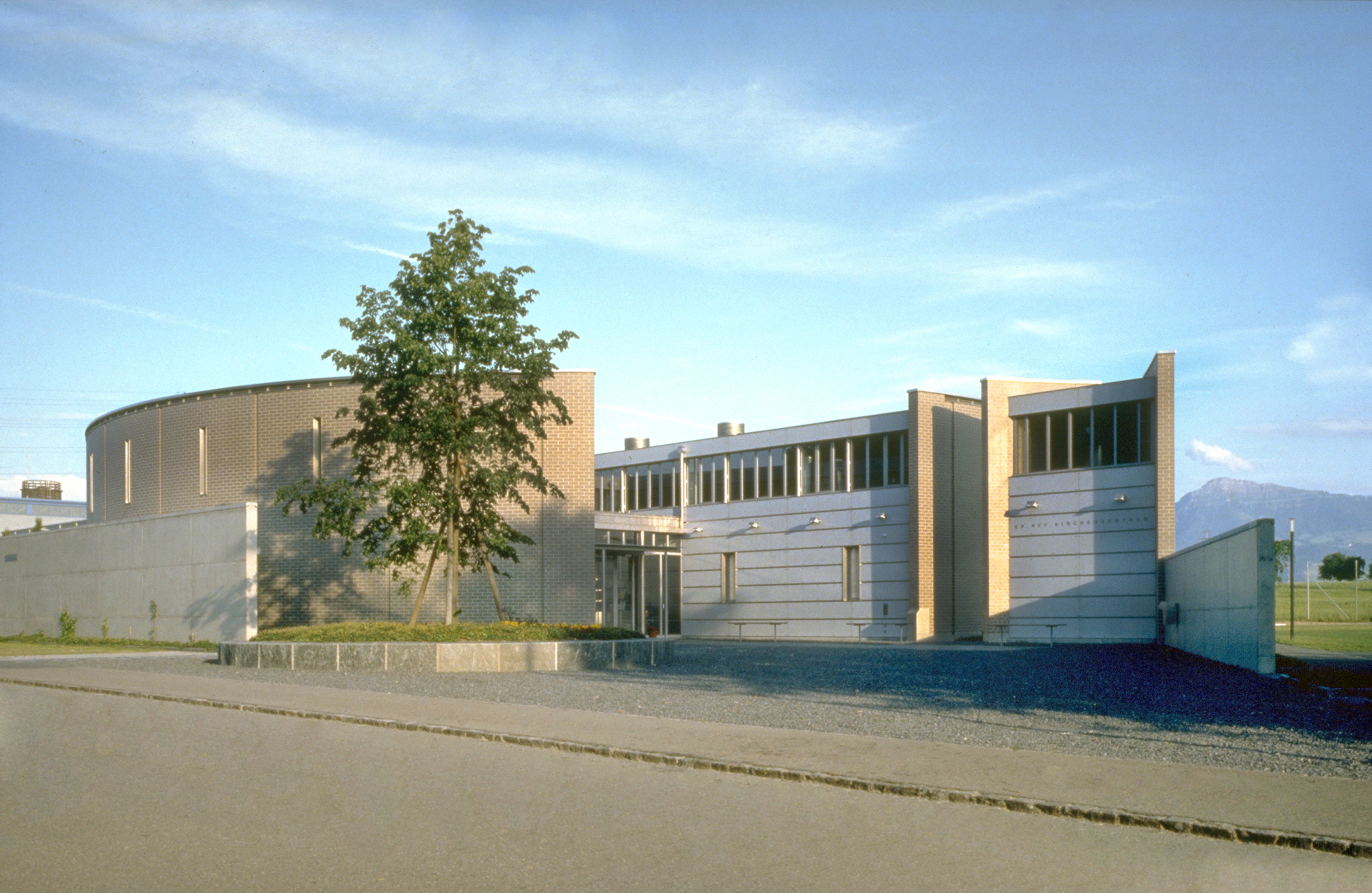
Reformiertes Kirchenzentrum Hünenberg

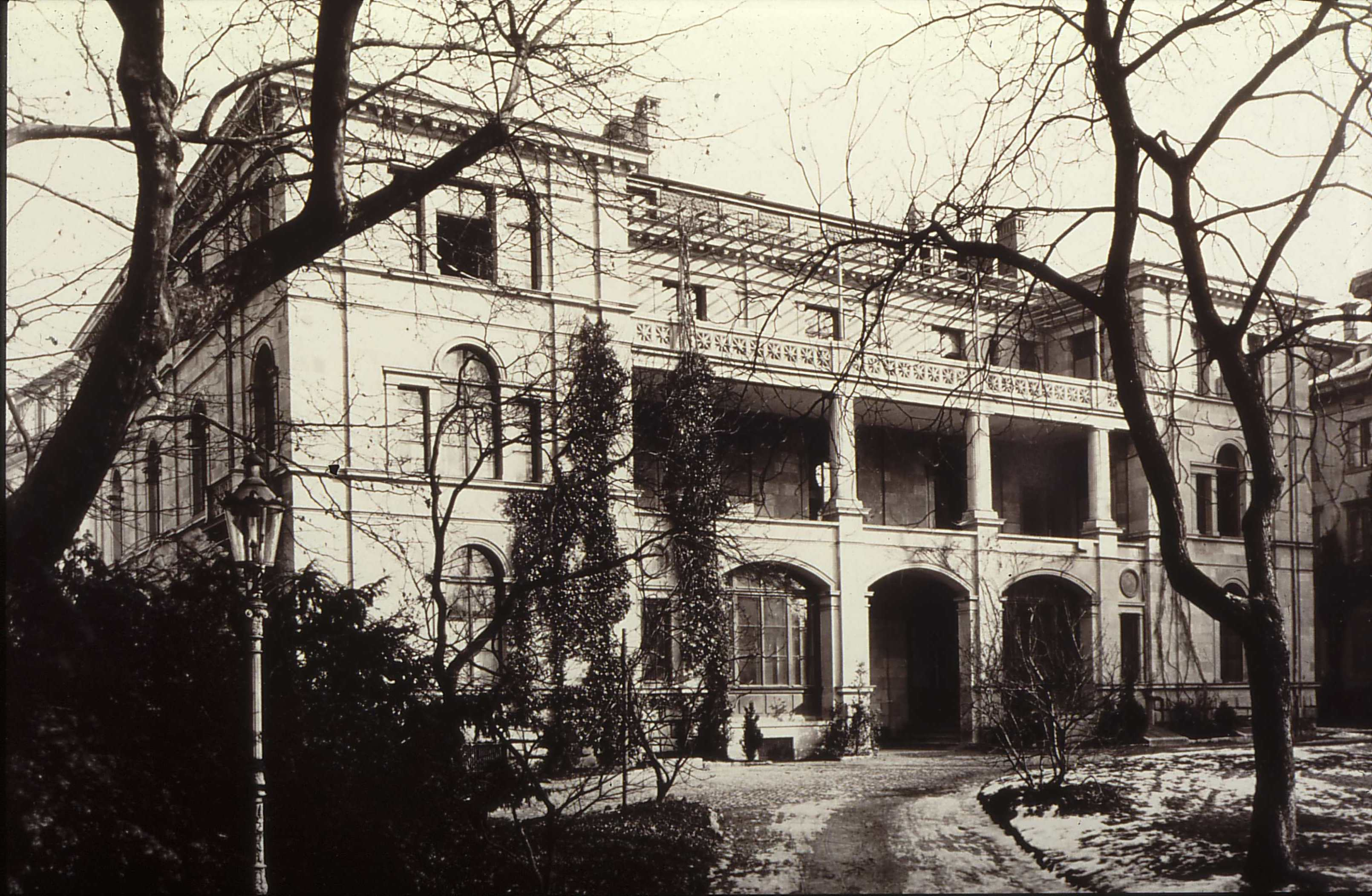
Haus Fierz von Gottfried Semper für die Universität Zürich

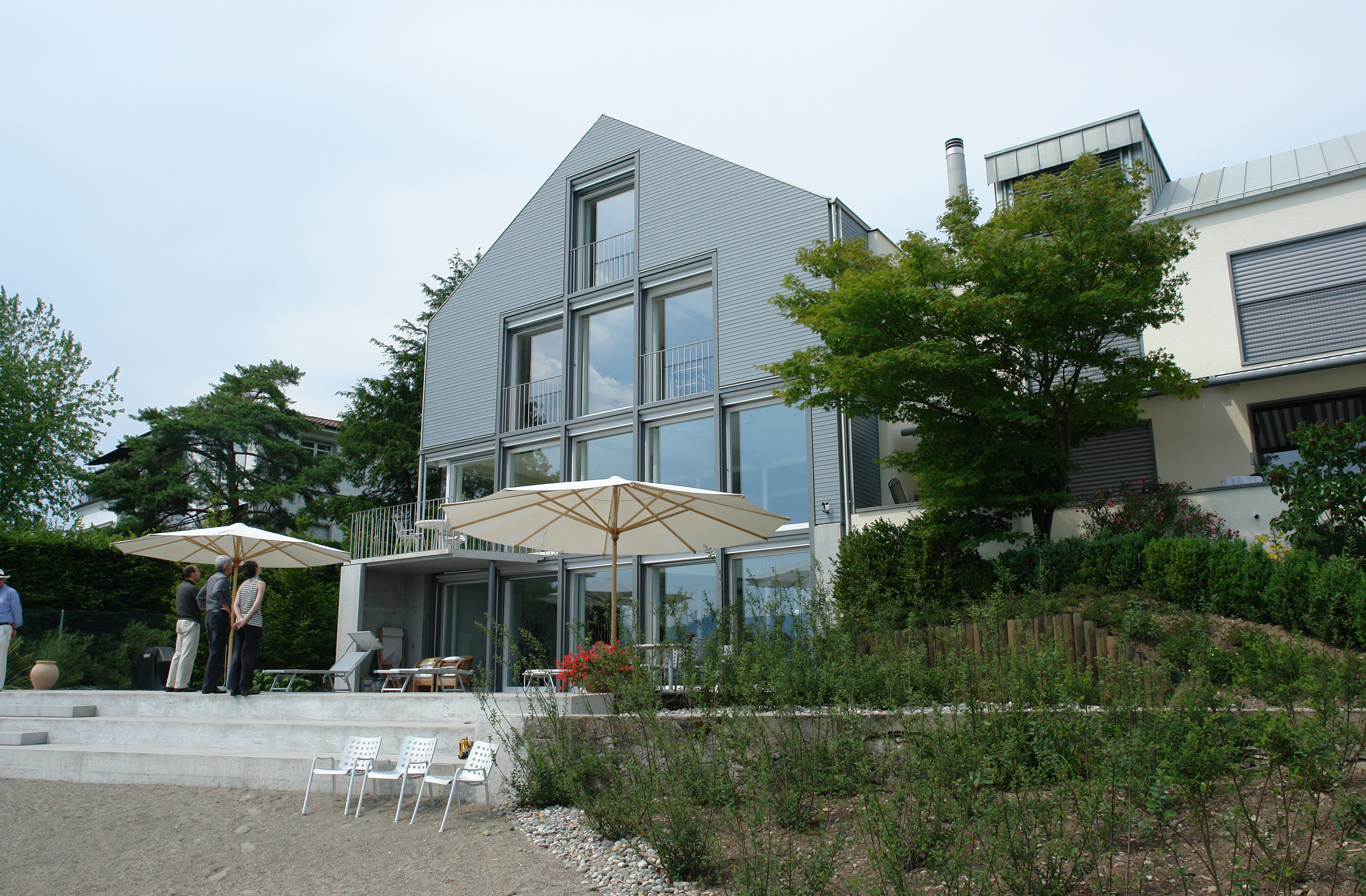
Wohnhaus am See als Ersatzneubau Erlenbach

1. ↑  Christa Zeller: Willi Egli. In: Isabelle Rucki und Dorothee Huber (Hrsg.): Architektenlexikon der Schweiz - 19./20. Jahrhundert Basel: Birkhäuser 1998. S. 159. ISBN 3-7643-5261-2
2. ↑  Christa Zeller: Schweizer Architekturführer ; Band 1: Nordost- und Zentralschweiz. Zürich: Werk Verlag 1996. S. 112. ISBN 3-909145-11-6
3. ↑  Christa Zeller: Schweizer Architekturführer ; Band 1: Nordost- und Zentralschweiz. Zürich: Werk Verlag 1996. S. 208. ISBN 3-909145-11-6

| Personendaten    | Personendaten       |
| ---------------- | ------------------- |
| NAME             | Egli, Willi         |
| KURZBESCHREIBUNG | Schweizer Architekt |
| GEBURTSDATUM     | 29. September 1943  |
| GEBURTSORT       | Zürich              |